# UFC 126
UFC 126: Silva vs. Belfort  è stato un evento di arti marziali miste tenuto dalla Ultimate Fighting Championship il 5 febbraio 2011 al Mandalay Bay Events Center in Las Vegas, Nevada, Stati Uniti d'America.

## Background
L'ex Light Heavyweight Champion Vítor Belfort avrebbe dovuto affrontare Yushin Okami a UFC 122. Il presidente UFC Dana White però fece sapere che invece Belfort avrebbe sfidato il Middleweight Champion Anderson Silva per la cintura. Belfort originariamente avrebbe dovuto competere contro Silva il 2 gennaio 2010 a UFC 108 ma a causa di un infortunio occorso a Silva il combattimento fu spostato al 6 febbraio 2010 a UFC 109 e al 10 aprile 2010 a UFC 112, rispettivamente. Alla fine, il combattimento fu cancellato.
Un combattimento tra Kenny Florian e Evan Dunham avrebbe dovuto aver luogo in questo evento. Il match fu spostato a UFC: Fight For The Troops 2. Ad ogni modo, Florian fu costretto a rinunciare a causa di un infortunio il 6 dicembre e Dunham invece lottò e perse contro Melvin Guillard.
Jon Fitch e Jake Ellenberger avrebbero dovuto confrontare in questo evento. Fitch fu rimosso dal combattimento e lottò invece contro B.J. Penn a UFC 127.  Ellenberger rimase nella card e affrontò Carlos Eduardo Rocha.
Sam Stout avrebbe originariamente incontrare Paul Kelly in questo evento ma fu costretto a rinunciare a causa di un infortunio. Donald Cerrone entrò per subentrarvici, diventando il primo peso leggero nell'UFC a combattere contro un wrestler della World Extreme Cagefighting in seguito alla fusione tra le due federazioni del dicembre 2011.
L'evento vede il debutto in UFC di Demetrious Johnson, futuro campione dei pesi mosca che al tempo combatteva nei pesi gallo.

## Risultati

### Card preliminare
- Incontro categoria Pesi Welter:  Mike Pierce contro  Kenny Robertson

Pierce sconfisse Robertson per KO Tecnico (pugni) a 0:29 del secondo round.
- Incontro categoria Pesi Mediomassimi:  Kyle Kingsbury contro  Ricardo Romero

Kingsbury sconfisse Romero per KO Tecnico (pugni) a 0:21 del primo round.
- Incontro categoria Pesi Leggeri:  Paul Taylor contro  Gabe Ruediger

Taylor sconfisse Ruediger per KO (calcio alla testa e pugni) a 1:42 del secondo round.
- Incontro categoria Pesi Gallo:  Norifumi Yamamoto contro  Demetrious Johnson

Johnson sconfisse Yamamoto per decisione unanime (29–28, 30–27, 30–27).
- Incontro categoria Pesi Piuma:  Chad Mendes contro  Michihiro Omigawa

Mendes sconfisse Omigawa per decisione unanime (30–27, 30–27, 30–27).
- Incontro categoria Pesi Leggeri:  Donald Cerrone contro  Paul Kelly

Cerrone sconfisse Kelly per sottomissione (strangolamento da dietro) a 3:48 del secondo round.

### Card principale
- Incontro categoria Pesi Gallo:  Miguel Torres contro  Antonio Banuelos

Torres sconfisse Banuelos per decisione unanime (30–27, 30–27, 30–27).
- Incontro categoria Pesi Welter:  Jake Ellenberger contro  Carlos Eduardo Rocha

Ellenberger sconfisse Rocha per decisione divisa (27–30, 29–28, 29–28).
- Incontro categoria Pesi Mediomassimi:  Jon Jones contro  Ryan Bader

Jones sconfisse Bader per sottomissione (strangolamento a ghigliottina) a 4:20 del secondo round.
- Incontro categoria Pesi Mediomassimi:  Forrest Griffin contro  Rich Franklin

Griffin sconfisse Franklin per decisione unanime (29–28, 29–28, 29–28).
- Incontro per il titolo dei Pesi Medi:  Anderson Silva (c) contro  Vítor Belfort

Silva sconfisse Belfort per KO (calcio frontale e pugni) a 3:25 del primo round mantenendo il titolo dei pesi medi.